# Askeze

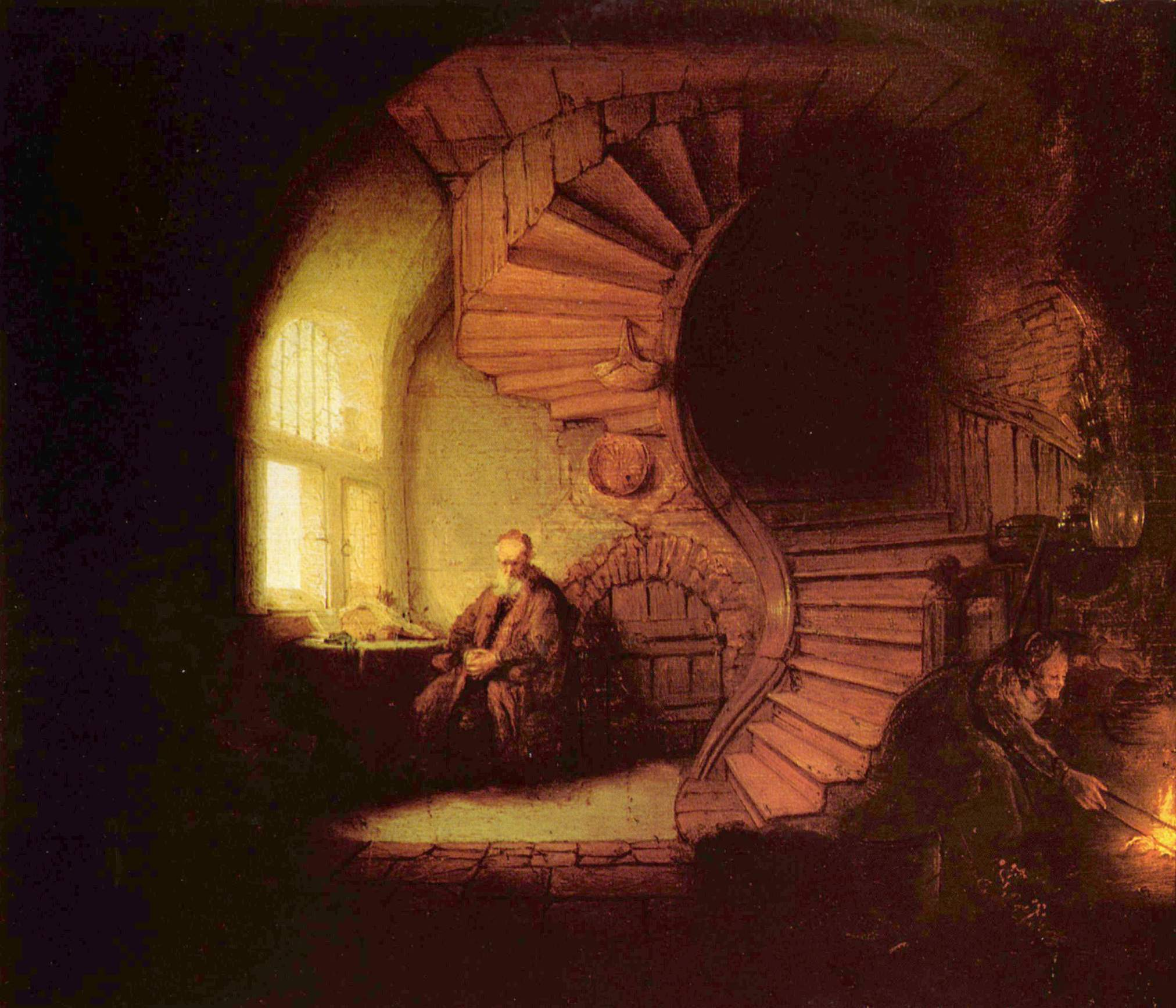
Meditující filosof (Rembrandt van Rijn)

Askeze (z řeckého ἄσκησις askésis cvičení, praxe, disciplína; z ἀσκέω askeó cvičit) původně znamenala jakoukoli formu praxe, jíž se upevňuje disciplína. Pojem asketa pak značí toho, kdo se prakticky zříká světských zájmů, aby mohl dosáhnout pokroku v duchovním životě. V určitém kontextu může askeze znamenat též určitý druh umrtvování či trýznění těla.
Asketický život je spojený většinou s náboženskou praxí, takže velké osobnosti světových náboženství lze pro jejich zřeknutí se světa označit za mnichy - např. Lao-c', Gautama Buddha, sv. Antonín, sv. František z Assisi a další. Askeze se chápe jako dobrovolné odpírání si čehosi, zejména rozkoší a požitků, aby asketa mohl pokračovat v nastoupené cestě pokání či ctnosti dle určitého morálního kodexu nebo z přesvědčení.

## Askeze v různých náboženstvích a filozofiích
Některým nábožensko-etickým systémům je askeze zcela cizí, např. některým přírodním náboženstvím, zoroastrismu a konfuciánství.

### Hinduismus
Zřejmě nejstarším náboženským systémem, jehož součástí je asketická praxe, je hinduismus. Již kultura Indu znala askety – např. jogíny. Součástí džinismu je i postní praxe, jak o tom svědčí např. i život Mahátmy Gándhího.

### Buddhismus
Také v dějinách i současnosti buddhismu se nachází asketické hnutí, které sahá až k životu Buddhovu a jím založeným mnišským společenstvím. Některé proudy v buddhismu praktikují praxi poměrně náročnou, která zahrnuje např. pouze jedno jídlo denně a spánek v sedu.

### Antické Řecko a Řím
Pojem askeze znamenal původně cvičení či trénink řeckých vojáků a atletů. Asketickou podobu měl též životní styl kyniků, který se opíral o nadvládu nad vášněmi, chudobu a bezdomovectví.
Od 1. století př. n. l. nabývá síly hnutí, které se zříká světa a odmítá jej, např. v gnostických systémech či novoplatónismu. Extrémní gnostické proudy požadovaly po svých následovnících radikální sebezapření či naprostou sexuální zdrženlivost. Časných statků si necenili ani stoikové. Půst znalo i řecké a římské náboženství, zvláště v určitých mysterijních kultech.
Manicheismus využívá askeze k tomu, aby se jeho vyznavač věren dualistickému pojetí světa mohl odřeknout světa.

### Judaismus
Židovství zná též asketickou praxi, za kterou považuje především studium Tóry. Též o velkém dnu smíření, Jom Kippur, se praktikuje půst jako znamení pokání. Půst je chápán jako duchovní příprava na Boží zjevení. V židovství existovalo též hnutí nazorejců, kteří orientovali svůj přirozený život včetně abstinence od vína a stříhání vlasů podle studia Tóry. Tento nazorejský slib mohl být složen pouze na určitý čas anebo na celý život.

### Křesťanství
Askeze je chápána jako disciplína, kterou věřící přijme, aby mohl dosáhnout spásy a konat pokání. Zvláště ve východních církvích je askeze spojena především s mnišstvím, a to ve velmi striktní podobě. Spása přichází pouze Boží milostí, avšak tato milost má změnit život věřícího i co se chování týče. Askeze v křesťanském chápání obsahuje též modlitbu, účast v kostele na liturgii, půst, almužnu a sebeovládání.

#### Nový zákon
Nejznámějším asketou Nového zákona je Jan Křtitel a jeho učedníci, kteří odmítali vlastnictví, stálé bydliště apod. I Ježíš se modlil, avšak nezanechal žádný výslovný příkaz ohledně askeze. O jeho životě panovalo právě opačné smýšlení než jako o životě asketickém a Ježíš sám kritizoval asketickou praxi, která postrádá skutečného a hlubokého významu. Křesťanský život se však v Písmu chápe jako život pod vládou Kristovou, a tudíž jako život podrobený též určité disciplíně.
Výslovným slovem, kterému lze rozumět jako povolání k askezi, jsou Ježíšova slova o kříži jeho učedníků. Evangelní rady obsahují též výzvu k chudobě, sexuální zdrženlivosti a odmítnutí vlastní vůle (srov. řeholní sliby křesťanských mnichů: chudoba, čistota a poslušnost).

#### Raná církev
Systematické pokyny k askezi pro křesťany nalezneme již u Tertulliana, který kladl značné těžiště na celibát či sexuální abstinenci v manželství. Órigenés uváděl tento způsob života ve skutečnost svým životem, neboť dle jeho chápání má aktivní život přerůstat v život kontemplativní. Askeze je tak pro něj podmínkou k vidění či spatřování Boha v životě.
Na konci 3. století se v Egyptě objevuje mnišské hnutí, jehož výrazným představitelem byl sv. Antonín (zvaný Egyptský či Veliký) - ten je považován za otce mnišství. Mnišství v průběhu dalších staletí nabralo výrazných forem (stylité, eremité, anachoréti). Ve 4. století vytvořil Pachomios první mnišskou řeholi, tzv. Andělskou řeholi, a mnichy sdružil do větších společenství, čímž vznikly první křesťanské kláštery.
Sv. Basileios z Kaisareie vytvořil na základě řehole Pachomiovy a Makariovy vlastní mnišskou řeholi, jejímž základem byla tělesná práce a intenzivní studium Bible. Basilova řehole je dodnes základním mnišským dokumentem v pravoslaví. Součástí této řehole je zřeknutí se vlastnictví a zajištěnosti, půst (zvláště od masa) a noční modlitba spojená s nedostatkem spánku.
Sv. Benedikt z Nursie vytvořil na základě této řehole vlastní mnišskou řeholi, která se stala základem západního mnišství a katolictví ji považuje za nejvýznamnější mnišské či asketické pravidlo. Základem této řehole je rovnoměrné rozdělení života mezi práci a modlitbu (ora et labora).
Raným asketickým fenoménem byly v křesťanství též poutě, zvláště na místa spojená s Ježíšovým pozemským životem.

#### Katolická církev
V katolické církvi se askeze považuje za součást běžného křesťanského života a je i jistým cvičením se v ctnosti, školou plného křesťanského života. Zahrnuje např. tyto praktiky:
- meditace a kontemplace nad Písmem a studium Bible
- modlitba - ať už slovní či vnitřní
- liturgie, svátosti, adorace apod.
- půst, almužna

Řehole různých řádů napomáhají v asketické praxi různých řeholních společenství, a to již od středověku (např. cisterciáci. František z Assisi praktikoval radikální chudobu jako solidaritu s chudými a jako relativizaci bohatství (v této praxi mají pokračovat františkáni). Askeze byla též součástí středověkých heretických hnutí, např. katarů, vandenských apod. Asketickou metodou jsou též duchovní cvičení čili exercicie sv. Ignáce z Loyoly, zakladatele jezuitů, které se staly hybnou silou katolické reformace od 16. století.

#### Pravoslaví
V pravoslaví se asketická tradice soustředí na vícero postních praxí, které se týkají všech věřících (postní údobí, svátky apoštolů, dormitio, advent). Pravoslavná postní praxe je přísnější než praxe západní, odmítá zvířecí produkty, víno a olej a nasazení pro intenzivnější modlitbu. Oproti katolictví nechápe pravoslaví askezi jako pokání za hříchy. Půst je pro člověka příležitostí seřadit správně priority svého života a osvobodit se pro společenství s Bohem.

### Islám
Za hlavní islámskou asketickou tradici islámu je považován ramadán – „pohyblivý“ měsíc lunárního kalendáře, který vyznavačům tohoto náboženství připomíná, že na jeho počátku Bůh zjevil proroku Mohamedovi první poselství. Je vyhrazen meditacím, muslimové by se o ramadánu měli snažit o posilování duchovní stránky svých životů a o urovnávání sporů. Po dobu jeho trvání je zapovězeno jíst, kouřit, žvýkat a být sexuálně aktivní v době od východu do západu slunce. Tento zákaz ale (na rozdíl od ostatních půstů, jejichž dodržování je myšleno kontinuálně) platí pouze přes den (od úsvitu do soumraku) a je určen jen dospělým a zdravým jedincům – nikoli malým dětem, nemocným nebo těhotným či kojícím ženám.
Mezi muslimské askety patří například fakíři nebo někteří súfisté, třeba řád Taríka z nich nejznámější jsou derviši.